# Пафтали джамия
Вижте пояснителната страница за други значения на Хамза бей джамия.
Пафталъ или Пафтали джамия (на турски: Paftalı Cami; на македонска литературна норма: Пафтали џамија) е мюсюлмански храм в град Битоля, Северна Македония.

## Местоположение
Разположена е в северната част на града, Баир махала в подножието на Баир, близо до Соук чешма.

## История
За джамията няма запазени никакви писмени сведения, нито има надпис в нея. В миналото е имало малко гробище, както и мектеб. В края на XIX век е добавено допълнително молитвено пространство на южната страна, което се използва като дърводелска работилница.

## Архитектура
Джамията е представител на провинциалната ранна класическа османска архитектура. Сходна е като архитектура с разрушената Скършена джамия в южната част на града. Има скромни размери – основата ѝ е квадрат със страна 5,80 m. Пропорциите са хармонични. Покрита е с купол на осмоъгълен барабан на четири дълбоки пандантива, видими отвън. На южната фасада има два правоъгълни прозореца в мраморни рамки, завършващи с облекчителен декоративно изработен тухлен свод. Джамията е изградена в добър клоазоне стил от груби каменни блокове и три реда тухли и дялани каменни блокове от порест варовик в ъглите. Входът в миналото е бил от източната страна, а днес е през основата на минарето, което е на западната страна и е необичайно свързано и с молитвеното пространство и с купола. Входът към минарето е от улицата. Основата на минарето и многоъгълното тяло е от прецизно дялан порест варовик, а балконът е тухлен.
Във вътрешността на молитвеното пространство има гроб. В миналото джамията е била покрита с олово.